# Joke Smit

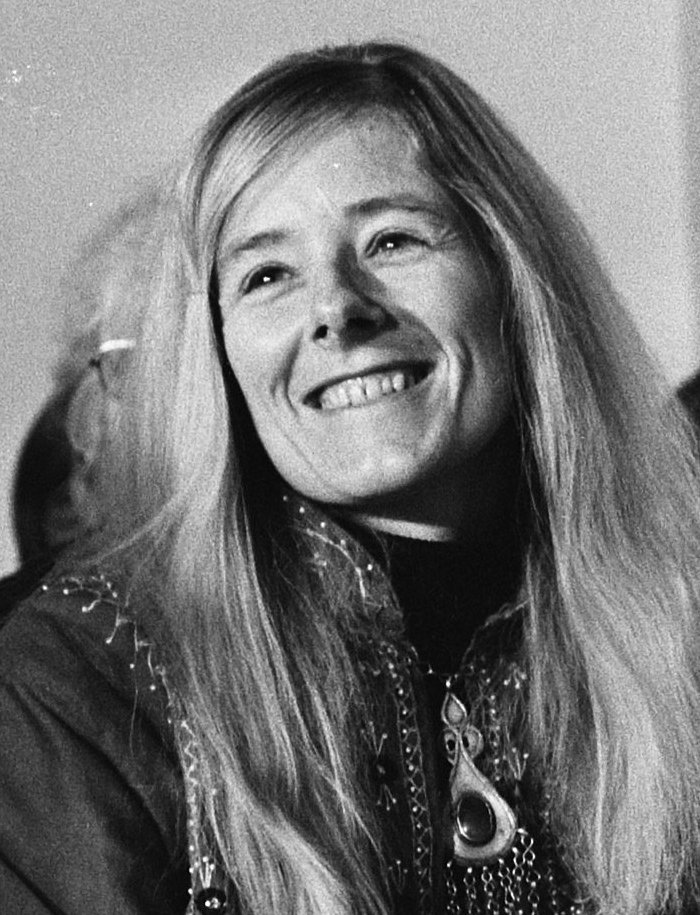
Smit en 1974

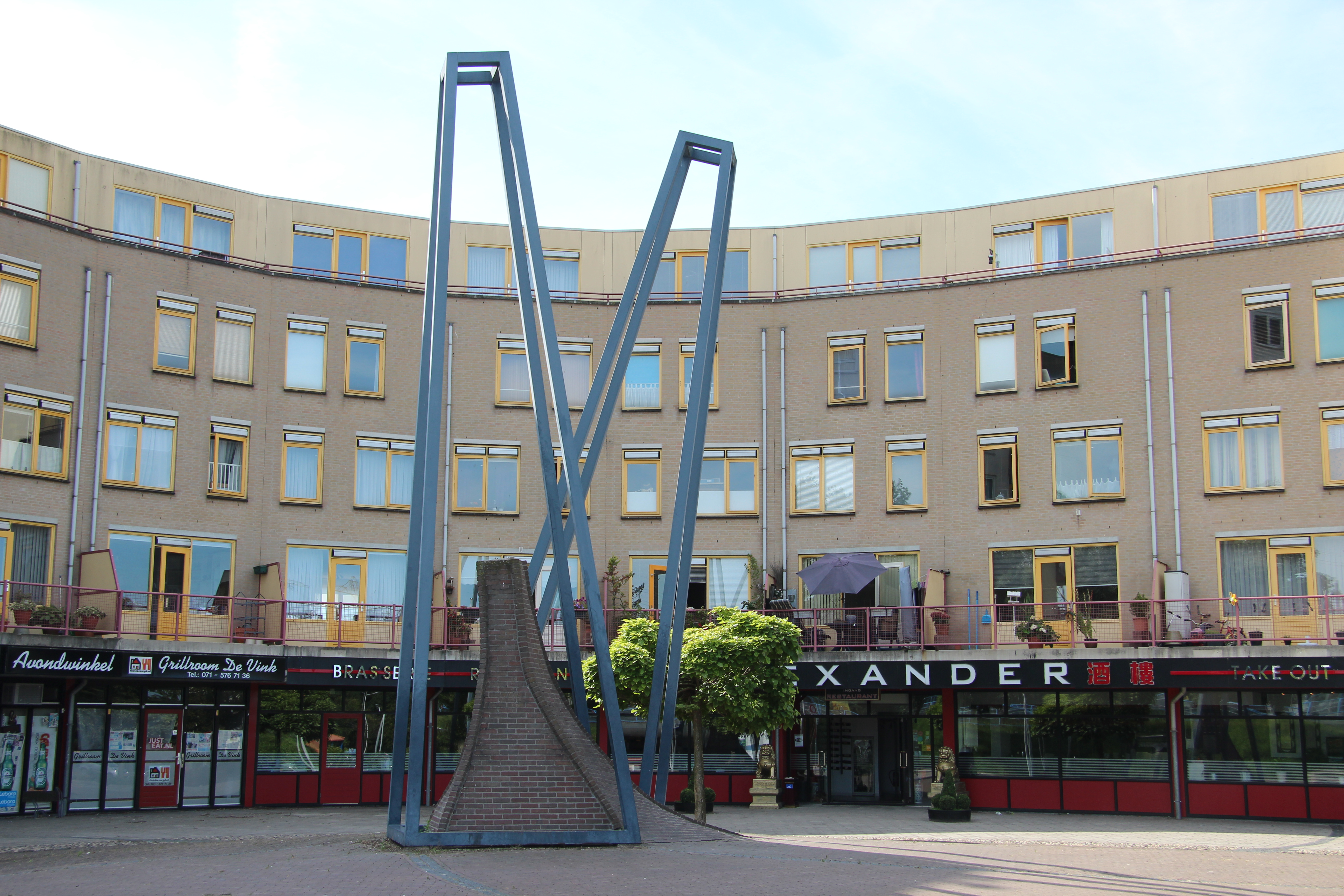
Monumento en honor de Joke Smit en Leiden (por Cune van Groeningen)

Johanna Elisabeth " Joke " Smit (Utrecht, 27 de agosto de 1933 – Ámsterdam, 19 de septiembre de 1981) fue una conocida feminista, periodista y política holandesa de la década de 1970. Es autora del ensayo Het onbehagen bij de vrouw (1967) (es: El descontento de las mujeres) un texto referencia como inicio de la segunda ola feminista en los Países Bajos. En 1968 fue cofundadora de la organización feminista Man Vrouw Maatschappij (MVM).

## Biografía
Smit creció en una familia de seis hijos en Utrech, Enschede y Vianen . Su padre era director de una ULO y su madre profesora de una escuela de ciencias del hogar en un momento en el que no era frecuente que las mujeres trabajaran fuera de casa. Desde 1945 estudió en el Christelijk Gymnasium Utrecht momento en el que se familiarizó con las propuestas sobre la emancipación de la mujer de Jo van Ammers-Küller y Cécile de Jong van Beek en Donk. También leyó a los existencialistas franceses Simone de Beauvoir y Sartre. Estudió lengua y literatura francesas en la Universidad de Ámsterdam y para costear sus estudios trabajó como mecanógrafa durante el día y como niñera por la noche. Después de graduarse enseñó francés a tiempo parcial en escuelas secundarias. En 1958 obtuvo la maestría y trabajó ya como profesora de francés a tiempo completo en varias escuelas de Ámsterdam. 
En 1962, pasó un año en París con una beca donde trabajó como periodista independiente, escribiendo para los periódicos holandeses NRC y Het Parool y a su regreso continuó trabajando para estos periódicos hasta 1967. Luego fue nombrada directora y secretaria de la redacción de la revista literaria Tirade . Comenzó a trabajar como profesora asociada en el Instituto de Traducción de la Universidad de Ámsterdam en 1966.  
En 1967 Smit aceptó un puesto como asistente de investigación sénior en el Instituto de Estudios de Traducción de la Universidad de Ámsterdam donde trabajó hasta su muerte. Desde 1978 investigó las diferencias estructurales entre el francés y el holandés para una tesis que quedaría inconclusa. 
En 1967 se afilió al Partij van de Arbeid (Partido Laborista). Representó a este partido en el gobierno municipal de Ámsterdam desde septiembre de 1970 hasta septiembre de 1971. La experiencia resultó ser un fiasco, no solo porque le faltó el tiempo suficiente para cumplir adecuadamente con su doble tarea como feminista y socialdemócrata, sino también porque no pudo expresar sus ideas feministas en el consejo. Su discurso de despedida en 1971 se hizo famoso. Comparó la reunión del consejo con una roca de monos, donde la principal actividad de los machos es establecer el orden jerárquico. Mantuvo, sin embargo la creencia en la política como escenario para lograr la emancipación de la mujer. Desde 1971 hasta su muerte, formó parte del consejo editorialde la revista PvdA. Socialismo y Democracia y, con sus artículos, influyó en el programa de principios del PvdA elaborado en 1973.
Como política, se afilió a muchos comités, como el Programmaraad TV (Consejo del Programa de TV) posteriormente la NOS, el Comité Escuela Abierta y el Comité de Emancipación. Criticó el contenido sexista de algunos programas específicos de televisión pero no el efecto narcótico en general de este medio. Desarrolló la idea de un programa de televisión feminista, que tomaría forma en 1975 bajo el título Ot... ¿y qué hay de Sien? Como miembro del Comité de Capacitación y Desarrollo para Adultos,  escribió el documento de política sobre educación de adultos en 1973 '¡La madre de Marie puede hacer más!' Como miembro de la Comisión de Emancipación, instalada por el gobierno, de 1974 a 1981, pudo ejercer una gran influencia en la "política de emancipación" del gobierno, un término que acuñó en 1973.

### El descontento de las mujeres
A pesar de su maternidad, en 1961 tuvo su primer hijo y tres años después, en 1964 su segunda hija, Joke era una de las pocas madres que continuaba trabajando también fuera de casa. Insatisfecha con la sociedad que dejaba a las madres la organización del cuidado de los hijos -después de una empleada doméstica a tiempo completo contrató a una serie de niñeras- escribió el ensayo  Het onbehagen bij de vrouw (1967)  (El descontento de las mujeres) en la reconocida revista literaria De Gids (130 (1967) II, 267-281). El texto se considera a menudo como referencia del comienzo de la segunda ola de feminismo en los Países Bajos. Smit describe en el mismo la frustración de las mujeres casadas, hartas de ser únicamente madres y amas de casa.
Junto con Hedy d'Ancona, Smit fundó la organización feminista Man Vrouw Maatschappij (MVM) en 1968, asumiendo su presidencia entre 1968 y 1970. Hedy era mejor oradora mientras a Joke se le daba mejor escribir. En la  década de 1970, publicó artículos sobre una variedad de temas: sobre mujer y política, derechos de las mujeres, emancipación de las lesbianas, feminismo y socialismo, y educación para niñas y mujeres.
Su educación calvinista y el sentido del deberla llevó a asumir el trabajo para el MVA, el cuidado de los hijos y su carrera profesional pasándole factura. En 1974 pasó una larga enfermedad. 
Smit también era conocida por sus ideas progresistas sobre una nueva división en la sociedad holandesa entre trabajo remunerado y no remunerado. Argumento, por ejemplo, que tanto hombres como mujeres deberían trabajar treinta horas a la semana para ganarse la vida, lo que en consecuencia permitiría una división de una serie de tareas familiares y domésticas no remuneradas entre los cónyuges.
De manera constante intentó convencer a las feministas políticamente activas para que presentaran sus reivindicaciones de manera colectiva y no sólo a través de su propio partido. 
La revista feminista Opzij otorgó a Smit el premio Annie-Romein-Verschoor en 1979.
Smit fue diagnosticada con cáncer de mama en 1980 y murió el 19 de septiembre de 1981 a los 48 años.
En la tarjeta de luto y en la lápida autoelegida estaba escrito después de su nombre: Feminista. Debajo tenía cincelada la frase: "Hermanas, sed valentes, sagaces, unidas".

## Vida personal
Smit se casó con Constant Kool en 1956 con quien tuvo un hijo que nació en 1961, Lieuwe y una hija, Elisabeth, que nació en 1964.  Su relación con Kool terminó en 1974 aunque la pareja trabajaba junta en la Comisión de Emancipación. En este periodo firmó sus publicaciones como Joke Kool-Smit hasta su divorcio. Tuvo una relación con el abogado Jeroen de Wildt, también activo en MVM desde 1979.

## Legado
Desde la muerte de Smit en 1981, se realizaron varias conmemoraciones en su honor, como la instauración del premio bianual Joke Smit, se le dio su nombre a una escuela para adultos, Joke Smit College, se creó la Fundación Joke Smit, los países Joke Smit en Enschede, un Instituto Joke Smit y se le dio su nombre a una plaza, Joke Plaza Smit en Utrecht . 
Varias escuelas y calles en numerosos municipios holandeses también recibieron su nombre. Se erigió un monumento a Joke Smit en Alexandrine Tinneplein, cerca de la estación De Vink en Leiden .
La revista feminista Opzij volvió a publicar el ensayo de Smit Het onbehagen bij de vrouw en su edición especial de 2007.

## Publicaciones
- 1967 - Het onbehagen bij de vrouw, De Gids, November
- 1969 - Rok en rol. Vrouw (en man) in een veranderende samenleving, samen met H. Misset en E. Engelsman, De Arbeiderspers – Amsterdam
- 1972 - Hé zus, ze houen ons eronder. Een boek voor vrouwen en oudere meisjes, Bruna - Utrecht/Antwerpen
- 1975 - De moeder van Marie kan méér. Gebundelde artikelen 1971-1975, Bruna - Utrecht/Antwerpen
- 1984 - Er is een land waar vrouwen willen wonen, verzamelbundel